# Andre Knol
Andre Knol (né le 20 septembre 2000 à Philipsburg à Saint-Martin) est un footballeur néerlandais (international saint-martinois), qui évolue au poste de milieu de terrain.
Il joue actuellement au MPC Stars.

## Carrière

### En club
Andre Knol est convié en 2011 au match des all-star du championnat auquel il participe. En 2013, alors qu'il joue au club de MPC Stars, son équipe atteint la demi-finale du championnat des écoles. l'année suivante, Knol atteint la finale avec son équipe et inscrit deux buts pour l'emporter 6-2, il remporte donc le championnat des moins de 13 ans.

### En sélection
Il est appelé en 2015 pour le championnat des Caraïbe des moins de 15 ans, co-organisé par Anguilla et Saint-Martin. Il est appelé l'année suivante en équipe des moins de 20 ans pour des matchs de qualifications au championnat de la CONCACAF 2017.
Il honore sa première sélection internationale le 13 mars 2016 lors d'un match amical contre Anguilla.